# جونیوس ریچارد جایواردنه

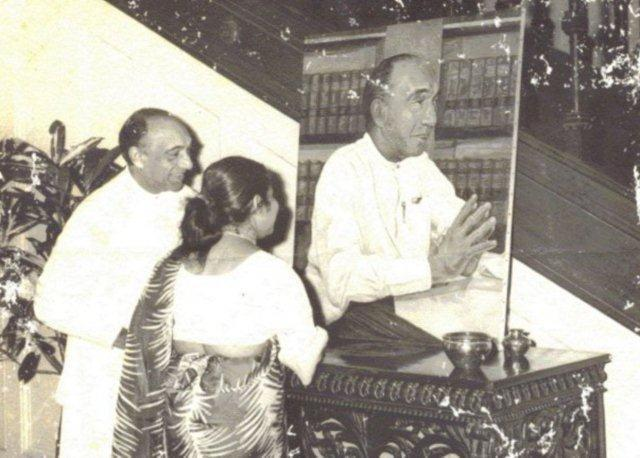
جونیوس

جونیوس ریچارد جایواردنه (سینهالی: ජුනියස් රිචඩ් ජයවර්ධන؛ ۱۷ سپتامبر ۱۹۰۶ – ۱ نوامبر ۱۹۹۶) یک بازیکن کریکت، و دیپلمات اهل سری‌لانکا بود.